# Razas de canario
El canario (Serinus canaria domestica) es el pájaro doméstico de mayor popularidad en todo el mundo, al punto tal que de tener un área de dispersión en estado salvaje bastante acotada (los archipiélagos de Azores y Canarias), se encuentran en jaulas y pajareras de todos los países del mundo adaptándose, aunque con los cuidados pertinentes, a todos los climas y latitudes.
La domesticación de esta ave es bastante temprana, lo que explica que con el correr del tiempo haya dado paso a la existencia de diferentes razas. Según la finalidad de cada una de ellas, se las suele dividir en tres grandes grupos:
- Canarios de canto (tal vez los más apreciados por los canaricultores).
- Canarios de color.
- Canarios de postura (los que, a simple vista, por su forma, resultan más extraños al ojo del neófito en la materia).

## Canarios de canto
Las diferentes razas que comprenden el grupo canarios de canto suelen diferenciarse entre sí por el tipo de gorjeos y trinos que emite cada una de ellas, quedando sus caracteres físicos, así como las tonalidades de plumaje, relegados, por los criadores, que únicamente pretenden obtener ejemplares con la cualidad de buenos cantores.
Las razas más características de este grupo son:
- el canario timbrado español
- el canario roller
- el canario malinois
- el canario americano

### Canario timbrado español
Como el nombre de la raza indica surge en España, siendo su origen hacia fines de la primera mitad del siglo XX. El color es el amarillo o también verde (en realidad, cuando hablamos de una tonalidad verde para los canarios, no debemos pensar en un verde límpido y definido; jamás ha de considerarse como un canario timbrado español a aquel que presente tonos rojizos o anaranjados en su librea.
En cuanto a su contextura, posee una longitud que promedia (del pico a la cola) los 13 cm. Su apariencia da impresión, pese a la reducida dimensión, de fortaleza física.
La belleza del canto del timbrado español (que en definitiva es el condicionante de la raza) reside en la inmensa variedad de notas, tonos y ritmos; esto hace que un ejemplar macho (las hembras no cantan) nos brinde verdaderos recitales y no la simple repetición de unos cuantos gorjeos, como ocurre con varias especies de aves canoras.
Un factor por el que un ejemplar de canario timbrado español no sea desvalorizado es que en su cantar no emite notas que resulten huecas

### Canario roller
El canario roller (también denominado canario flauta, harzer o edelroller) es la variedad más antigua de canario de canto que se conoce. Procede, como todos los de canto, de exportaciones de canarios silvestres desde las Islas Canarias (España). Desde finales del siglo XVII, el canario fue criado en muchas zonas del Norte de Europa. En Alemania, empezando en Núremberg, y, sobre todo, en las montañas del Harz, a partir de los canarios utilizados por los mineros para detectar el grisú, se logró un pájaro de canto profundo, suave y melódico que fue muy apreciado y se difundió por todo el mundo. Es destacable el pueblo de Sankt Andreasberg que prácticamente se dedicó por completo a la cría y exportación de esta raza de canto y donde existe un Museo específico del canario Harzer Roller. Imst, en el Tirol, fue incluso anterior en la cría y desarrollo de esta raza. Existen escritos de 1669 que así lo atestiguan. Los dos criadores que más contribuyeron a crear la raza que hoy conocemos fueron Trute y Seifert. Ambos dieron el verdadero impulso, a finales del siglo XVIII y principios del XIX, al canario roller en Alemania.
Inicialmente eran de color verde aunque desde mediados del siglo XX ya los hay amarillos, blancos, pasteles e incluso moñudos.
De buen tamaño y contextura física fuerte, carácter noble y buen criador, ha sido precursor de muchas de las razas de color y postura que hoy existen.
El roller canta con el pico cerrado, emitiendo un canto de tonalidad grave y con un sonido hueco. Sus giros se denominan hohlrollen, knorren, wassertouren, hohklingel, pfeifen, glucken, schockel, klingel y klingelrollen y son en su mayoría de carácter rodado, dividiéndose en continuos, discontinuos y semicontinuos.
En los concursos se juzgan de acuerdo al estándar de canto y por jueces expertos que, en el espacio de veinte minutos, oyen a estos cantores en equipos o stamm de cuatro pájaros, aunque también existe la modalidad de individuales o dúos. El máximo a obtener en su planilla es de noventa puntos.

### Canario malinois
El canario malinois o canario waterslager tiene un muy temprano origen histórico, siendo la raza creada en Bélgica durante el siglo XVIII. A diferencia del canario timbrado español y del canario roller, el malinois no acepta pluralidad de tonalidades en su plumaje, siendo el único color permitido el amarillo, con ojos negros (nunca con los ojos rojizos). Los criadores entienden que las variedades cromáticas afectan el canto del malinois, aunque, biológicamente, no existen evidencias que demuestren esta creencia. Ahora bien, siendo real o ficticia la afectación del canto por el color del ave, lo cierto es que la Confederación Ornitológica Mundial, acepta, únicamente la coloración arriba indicada.
La complexión física del canario malinois es robusta y algo más grande que la del canario roller.
Los trinos característicos de esta raza recuerdan a los sonidos que emite el agua al correr por un arroyuelo de montaña (de ahí, el nombre waterslager).

### Canario cantor americano
Esta raza de canario de canto se creó en los Estados Unidos en la década de 1930, como resultado de cruces seleccionados entre canarios roller y canarios border fancy.
En los concursos de la raza no se juzga la variación en la tonalidad de colores del plumaje. Su tamaño debe ser inferior a los 15 cm.

### Raza desestimada
En el 60.º Campeonato Mundial de Ornitología celebrado en Almería se presentó para su reconocimiento como nueva raza de canto el Canario de Canto Español Discontinuo (CCED) que es rechazado por considerarse una variedad del Canario Timbrado Español ya existente.
La C.O.M. (Confederación Ornitológica Mundial) publica en su revista oficial Les Nouvelles (N.º 011, I trimestre 2012, pag. 48) la resolución dictada por Pierre Groux (Presidente O.M.J.-C.O.M.) y Maurice Level (Responsable Sección Canto).

## Canarios de color
Aquellos canaricultores que se dedican a criar aves del grupo canarios de color, optan por ejemplares de determinada coloración. En este sentido, el canario es un pájaro muy noble, brindando una diversidad cromática poco habitual en el reino animal.
Dentro de este grupo, hallamos dos subgrupos:
- Canarios lipocrómicos
- Canarios melánicos

Tanto la melanina como los diferentes lipocromos, son las substancias que brindan las diversas tonalidades presentes en las plumas del canario.

### Canarios lipocrómicos
Los colores básicos de los lipocromos del canario son cuatro:
- Amarillo.
- Blanco dominante (con una pinta amarilla en la punta de las alas).
- Blanco recesivo
- Rojo.

Si no existieran variables que afectaran a los lipocromos solamente habría canarios rojos, blancos, blancos dominantes o amarillos puros, pero no es así. Esto se debe a que los lipocromos de las plumas pueden manifestarse de diferente manera.

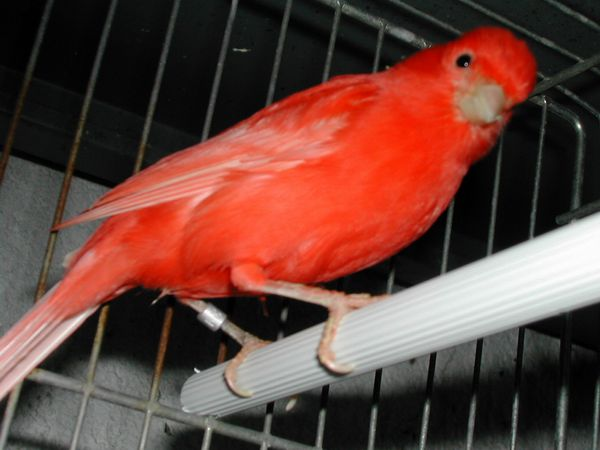
Canario con lipocromo rojo intenso.

- Lipocromo intenso. En este caso, la cromía de la pluma se mantiene uniforme a lo largo de la totalidad de la superficie de la misma.
- Lipocromo nevado. La coloración de las plumas se va diluyendo hacia el borde de las mismas.
- Lipocromo marfil. Esta variante el color no se muestra tan fuerte como en el lipocromo intenso, obteniéndose ejemplares de colores mucho más suaves, como el rosado y el amarillo marfil.
- Lipocromo mosaico. En esta variedad los colores se concentran intensos en algunas áreas del cuerpo del ave y suaves en otras, obteniendo ejemplares moteados sobre la base de una tonalidad determinada.
- Lipocromo ocular[cita requerida]. Cuando la melanina de los ojos del canario se encuentra ausente o diluida, los lipocromos ocupan su lugar. Existen las siguientes variedades de ojos según la tonalidad del lipocromo predominante:
- Albino: Prevalece el lipocromo blanco; sin embargo los ojos suelen verse rojos o rosados, por reflejar la coloración de los vasos sanguíneos internos al órgano. (blanco ino)
- Lutinos: Prevalencia del lipocromo amarillo (amarillo ino).
- Rubino: Rojos (rojo ino).

La coloración roja en los canarios es resultado de la hibridación del canario con el cardenalito de Venezuela (Carduelis cucullata).
Según un estudio publicado en el año 2016 el gen permite que los carotenoides amarillos se conviertan en ceto-carotinoides es el denominado CYP2J19.

### Canarios melánicos
La melanina es la pigmentación oscura presente en distintas especies animales (incluso, el ser humano). En el caso de los canarios la presencia de melanina en la pigmentación del plumaje otorga los colores marrones, verdes, castaños y grises. Tales tonalidades son resultado de la combinación de la melanina con los diferentes lipocromos presentes en las plumas de los pájaros.
Al igual que en los pigmentos lipocrómicos la melanina puede presentarse en el plumaje del canario en forma intensa, nevada o mosaico. La melanina presente en los ojos del ave le otorga a los mismos coloraciones negras y marrones.

## Canarios de postura
El tercer grupo de razas, canarios de postura, está compuesto por variedades que presentan una determinada morfología externa. Obviamente, para que un canario sea admitido como ejemplar de una determinada raza del presente grupo, debe presentar ciertos rasgos que actúan como determinantes para su aceptación. Por otra parte, también es tenida en cuenta la postura (como ocurre con otras especies de animales domésticos de raza, como, por ejemplo, el perro, Canis lupus familiaris) que el ejemplar adopta al posarse sobre la percha de su jaula, al ser exhibido en un concurso.
En este grupo encontramos los siguientes cinco subgrupos:
- Canarios de plumaje rizado.
- Canarios de posición.
- Canarios moñudos.
- Canarios de forma de plumaje liso.
- Canarios de diseño.

Entre las razas de canarios de plumaje rizado, encontramos a las siguientes:
- Canario gibber itálico.
- Canario giboso español.
- Canario melado de Tenerife.
- Canario rizado de París.
- Canario rizado del norte.
- Canario rizado del sur.
- Canario rizado fiorino.
- Canario rizado gigante italiano.
- Canario rizado padovano.
- Canario rizado suizo.

Dentro del subgrupo de los canarios de postura de plumaje liso, podemos mencionar, como razas más representativas, a las siguientes:
- Canario bossu belga.
- Canario hosso japonés.
- Canario muniqués.
- Canario scotch fancy.

Las variedades más destacables de los canarios moñudos de plumaje liso son las que se enuncian a continuación:
- Canario crestado.
- Canario gloster.
- Canario Lancashire.
- Canario moñudo alemán.

Entre las razas de canarios de forma de pluma lisa, se pueden citar a:
- Canario bernois, o canario bernalés.
- Canario border.
- Canario fife fancy.
- Canario Llarguet.
- Canario Norwich.
- Canario raza española.

Finalmente, entre los canarios de diseño, se menciona al
- Canario Lizard

### Canario gibber italicus
Como bien indica su nombre, el canario gibber itálico (también conocido como canario gibber italicus o canario giboso italiano) surge en Italia a mediados del siglo XX, como resultado de la cruza y selección de ejemplares de canario rizado del sur.

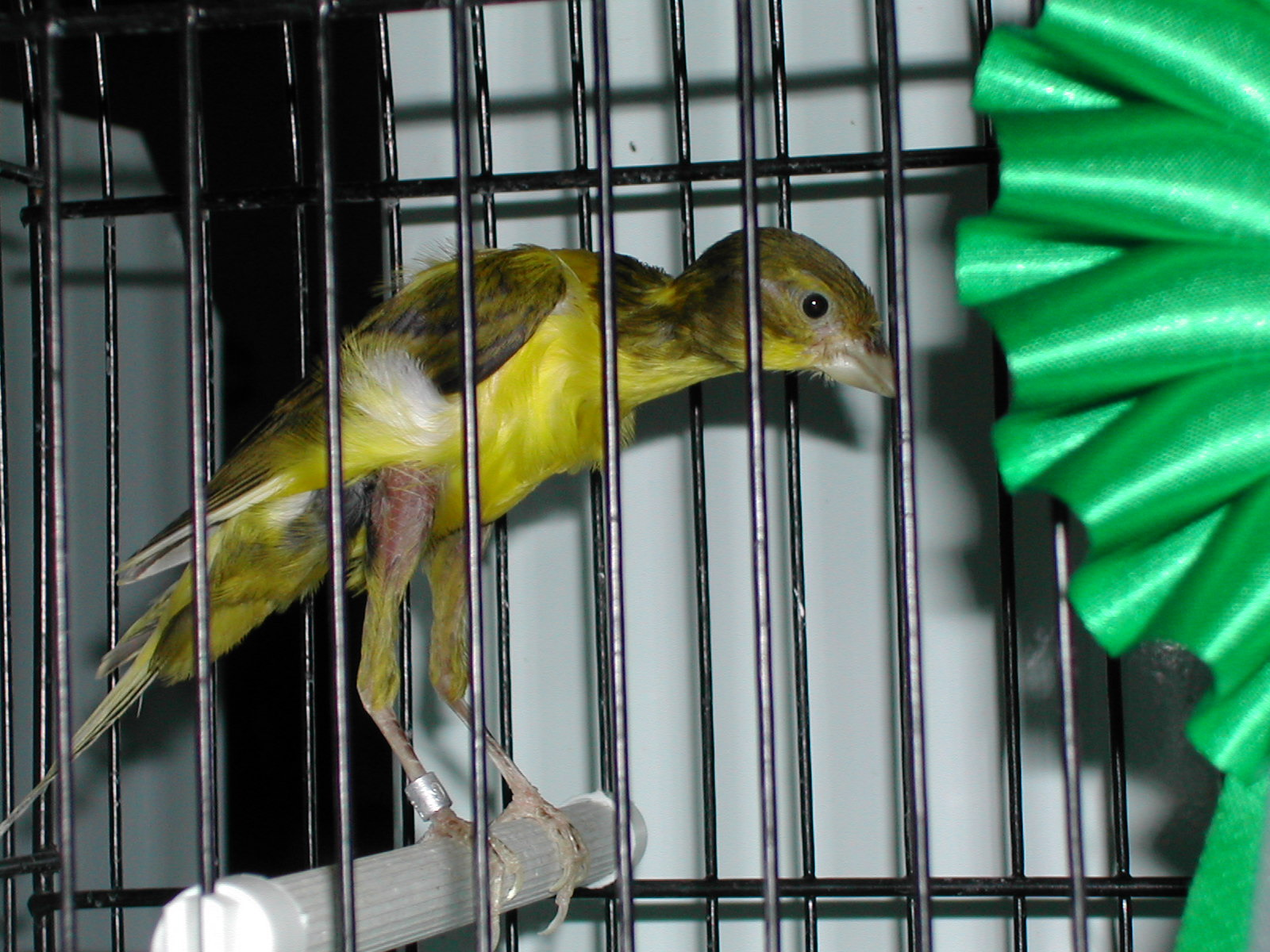
Canario gibber itálico.

La talla media de la variedad es de 14,5 cm. Su aspecto es de un pájaro desgarbado y encorvado (de la curvatura de su lomo es, justamente, la razón de su nombre gibber: giboso o jorobado). El aspecto de su cabeza y cuello tiene ciertas reminscencias serpentiformes. 
Su plumaje, de aspecto ralo en algunas partes del cuerpo, admite todas las variaciones de color, incluido el rojo (no aceptado en muchas otras razas).

### Canario giboso español
El canario giboso español hace su aparición como un resultado no deseado de sucesivos cruces entre ejemplares consanguíneos de la raza canario fino sevillano (una raza hoy extinta, surgida por la selección de ejemplares de canario rizado del sur).
La característica esencial que buscan los criadores en un ave de esta variedad es la de un ave de plumaje rizado, aunque con rizos menos abundantes que en las otras variedades de canarios rizados, pero, a la vez, mucho más nítidos, visibles y marcados.

### Canario melado de Tenerife
El canario melado de Tenerife o canario melado tinerfeño es otra de las razas de este pájaro doméstico originadas en España. Su creación fue en el siglo XX. En la actualidad, se destaca en su crianza las Asociaciones de Tenerife.
El plumaje de esta variedad debe ser abundante, compacto y sedoso en sus plumas lisas y, en sus plumas rizadas, debe ser bien voluminoso. La tonalidad del mismo puede ser uniforme o manchado, autorizándose todas las gamas de color (incluido el rojo, cuestionado en otras razas).
Su contextura física ha de ser maciza y su tamaño no debe ser inferior a los 18 cm.
La posición de exhibición del melado de Tenerife ha de asemejarse al número "1", y, si se lo observa desde la parte posterior del ave no ha de verse la cabeza (de volumen proporcionado al del resto del cuerpo, con plumaje liso y pico cónico) del animal.

### Canario rizado de París
Obviamente, el canario rizado de París o canario rizado parisino es una raza francesa, surgida a partir de las cruzas de canarios rizados del norte con canarios de Lancashire, que dan origen a, lo que muchísimos canaricultores y amantes de las aves consideran, la variedad de canario rizado por excelencia. Tal origen hay que datarlo en el transcurso del siglo XIX.
El plumaje del rizado de París ha de tener, como características inherentes a la raza, la condición de ser largo, fino, sedoso y con un notable volumen. A pesar de ser una raza bastante antigua, permite todas las coloraciones en las plumas del ave, incluyendo dentro de ellas al lipocromo rojo. Una característica del estándar del ave es la presencia en su cola de lo que se denomina plumas de gallo: plumas lisas que se originan en la base de la cola del pájaro, cayendo, hacia ambos lados, de manera llena de gracia y armonía. Otro dato a tener en cuenta es que, en el plumaje de la cabeza y cara, el canario rizado de París ha de mostrar patillas; estas patillas quedan bien notorias cuando las plumas del ave cuentan con más de un color.
Su talla de 19 cm (un verdadero gigante en el universo de la canaricultura) le otorga un aspecto macizo, aunque no carente de armoniosidad.

### Canario rizado del norte
Sobre los orígenes de esta raza de canarios, existen severas diferencias entre los canaricultores y ornitólogos, puesto que, mientras para unos surgió en Francia (lo más probable), para otros tuvo su cuna en los Países Bajos. En lo que si hay consenso es en cuanto al momento de est aparición: el siglo XIX.
El manto del plumaje del canario rizado del norte es bastante similar al del canario rizado de París, con enorme cantidad de plumas rizadas que hacen ver al animal con un volumen mucho mayor del que, en realidad, tiene. También, al igual que su descendiente parisino, permite todas las tonalidades, incluyendo al lipocromo rojo.
Se diferencia, sí, del rizado parisino en su talla: siendo un par de centímetros más pequeño que este último.

### Canario rizado del sur

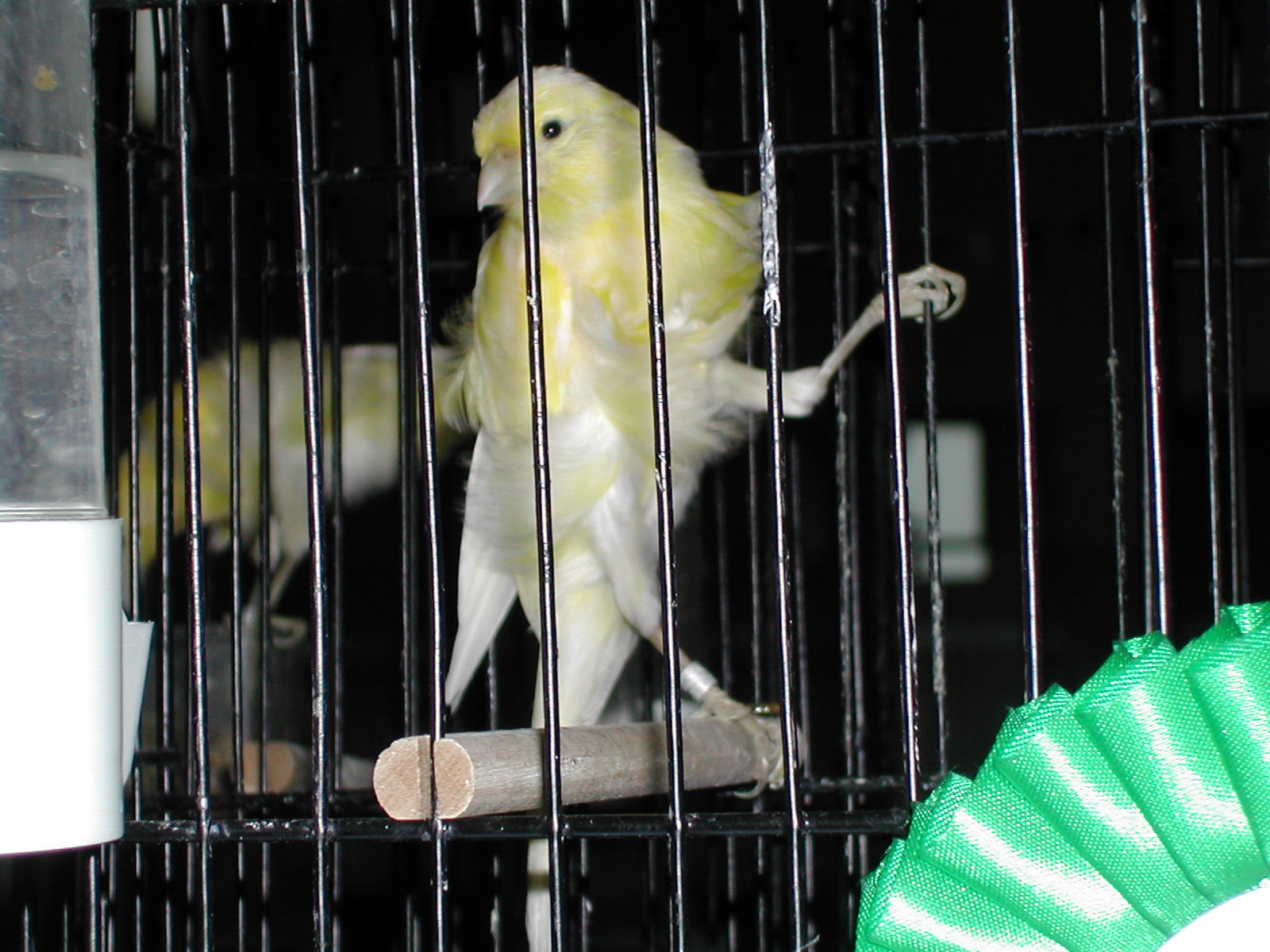
Canario rizado del sur en exposición.

El canario rizado del sur surge en Francia, durante el siglo XIX, a partir del esfuerzo de los canaricultores que realizaron selectivos cruces entre canarios rizados del norte y canarios bossu belgas.
El plumaje ha de presentarse con aspecto sedoso, con las áreas cubiertas con plumas lisas con una apariencia compacta, mientras que la de las áreas de plumas rizadas ha de ser voluminosa (tal como se aprecia en la fotografía adjunta). Permite las mismas variaciones cromáticas que el canario rizado del norte.
La talla promedio es de 17 cm, y la postura de exposición es similar a la del número "7". Recientemente, se han observado, en varios concursos de canaricultura, canarios rizados del sur con serios problemas para definir su postura. Según Juan Moll Camps, Juez de Canarios de Postura FOCDE OMJ/COM, tales inconvenientes podrían residir en el hecho que, muchos criadores, con la finalidad de otorgarles una mayor corpulencia, han realizado cruzas con razas afines al rizado del sur, como el canario giboso español o el canario melado de Tenerife.

### Canario rizado fiorino
El canario rizado fiorino es una de las más novedosas razas de canario. Tiene su origen en el año 1989 en Italia, como resultado de cruces selectivos entre especímenes de canario rizado del norte y canario moñudo.
El plumaje de la variedad se caracteriza por unas relativamente largas plumas que, naciendo hacia ambos lados del cuerpo del pájaro, forman una suerte de alerones (uno de cada costado del ave) simétricos entre sí, que se tuercen hacia las alas y sobrepasan la línea de la espalda. El abdomen está cubierto por una capa densa de plumas lisas.
El tamaño del canario rizado fiorino es de los más diminutos entre las diferentes razas de canarios, alcanzando un máximo permitido de 13 cm.
Otra de las características destacables de la raza es la presencia de moña (el clásico copete con forma de flequillo que poseen muchos canarios), no aceptada en muchas otras variedades de canario, y que proviene de los cruces genéticos que generaron al canario rizado fiorino. También, es importante el señalar que la presencia de la moña no es una condición necesaria para que el animal entre en los estándares de la raza.

### Canario rizado gigante italiano
Este canario surge en el siglo XX, a partir del trabajo de selección de especímenes, realizado por canaricultores de la península itálica, de canarios rizados de París.
El plumaje del gigante italiano se distingue rápidamente de otras razas por estar compuesto íntegramente de largas y anchas plumas rizadas, distribuidas a lo largo y ancho del cuerpo del ave en forma de rosa, dándole una peculiar apariencia de vaporosidad. En el área del pecho, las plumas se dirigen, desde ambos lados del cuerpo del pájaro, hacia arriba y adelante, mientras que las del abdomen llevan sus rizos hacia arriba (hacia el pecho y el lomo), sin dejar huecos con las otras áreas del cuerpo del canario, lo que ayuda a conformar ese aspecto vaporoso, o de "pompón" de plumas. El plumaje de la cola, bien robusto, muestra numerosas plumas de gallo de extrema longitud.
La talla del canario gigante italiano oscila entre un mínimo de 21 cm y un máximo de 24,5 cm, lo que explica claramente la denominación de gigante.

### Canario rizado padovano
El canario rizado padovano surge en el norte de Italia (la ciudad de Padua, o Pádova, en italiano, se encuentra en esa zona del país europeo), tras la finalizción de la Segunda Guerra Mundial. La génesis de la raza es consecuencia de la cruza selectiva de ejemplares de canario milanés y de canario moñudo.
El plumaje del rizado padovano presenta las siguientes características: en la espalda, un ancho manto de plumas rizadas, que caen de manera simétrica hacia ambos costados del ave y cubriendo, aproximadamente, las dos terceras partes del dorso del canario; visto de frente, en seguida, se observa una suerte de jabot de plumas rizadas que se extiende desde el vientre, por el pecho, hasta el cuello, donde forma un collarín típico; en los flancos, se presentan dos alerones de plumas rizadas y largas, que, encorvándose hacia arriba, sobrepasan la línea del lomo. La presencia de los genes de canario moñudo hace que se desarrollen ejemplares con moña; en caso de poseerla, la misma debe ser centrada y simétrica, tapando parte de los ojos y del pico. Se admiten todas las coloraciones lipocrómicas y melánicas.
Las patas otorgan un aspecto de suma fortaleza y sus muslos están bien cubiertos de plumaje.
El largo, del pico a la cola, no puede ser inferior a los 18 cm, ni mayor a los 19 cm.
Los criadores de la raza son partidarios de ofrecer, como alimentación, una mixtura de semillas, conformada por alpiste (80%), lino (10%), negrillo o colza (5%) y mijo (5%). También, asimila bien las frutas, como la manzana.
Pese a ser una variedad de canario de origen italiano, el canario rizado padovano ha trascendido las fronteras de su país natal, y, hoy, encontramos criadores y expositores del mismo en diferentes regiones del planeta, alcanzando, algunos de ellos (como el sevillano Manuel Díaz), ejemplares de gran calidad.

### Canario rizado suizo
La raza canario rizado suizo, como lo explicita su denominación, tuvo su origen en Suiza, en el transcurso del siglo XX, siendo producto del cruce de canarios rizados del sur y canarios scotch fancy.
Si bien, como en todos los canarios rizados, su plumaje es un rasgo distintivo, lo es más su postura, que adquiere la forma de una hemielipse o medialuna.
A pesar de ser una raza relativamente nueva, y a diferencia de otras variedades contemporáneas de canario, no admite, entre sus coloraciones, al factor lipocrómico rojo.
El tamaño promedia los 17 cm.

### Canario bossu belga
A diferencia de otras razas de canario, el canario bossu belga surge no por la búsqueda determinada de un canaricultor (o grupo de canaricultores) de tales o cuales características del ave, sino por una mutación natural del canario de Gante (una raza hoy desaparecida), aunque hay quienes opinan que se trata de una mutación del canario común. El origen de la variedad lo encontramos en el siglo XVII, siendo un pájaro cantor destinado a los miembros de la aristocracia holandesa. Al parecer, la cría de estos canarios era llevada adelante, en esa época, por monjes, quienes los cedían o vendían a los burgueses y nobles.
A pesar de la belleza del animal, hacia principios del siglo XX, la raza parecía estar condenada a la desaparición. Muy pocos ejemplares puros quedaban. Las razones de esta merma en el número de aves hay que encontrarlas en la poca difusión que la raza había tenido fuera de su ámbito de origen, a la falta de interés en la cría durante los años de la Primera Guerra Mundial, y a la utilización de los especímenes en cruzas para mejorar la calidad de otras variedades de canario.
Comparado con otros canarios, el bossu belga posee un más que interesante tamaño, siendo los estándares normalmente aceptados entre los 17 y los 18 cm.
La coloración del plumaje puede ser lisa o manchada, pero jamás ha de tener tonalidades rojizas (esto se debe a que el color rojizo de las plumas de los canarios se alcanzase por los criadores posteriormente a la fijación de los caracteres de la raza).
Su cuerpo es estilizado, siendo característico su largo y delgado cuello. Todo su cuerpo, a excepción de la parte inferior de las patas ha de estar cubierto por una densa y uniforme capa de plumaje, que, estando el ave en óptimas condiciones de salud, ha de mostrarse brilloso.

### Canario hosso japonés
Esta raza de canarios, el canario hosso japonés, es una verdadera rareza, puesto que, a diferencia de la mayoría de las variedades criadas por los canaricultores, tiene un origen extraeuropeo. Como queda implícito en su nombre, este pájaro tiene su origen en Japón. El nacimiento de la raza ocurrió en el siglo XX (más precisamente a lo largo de la década de 1960, aunque su reconocimiento internacional recién llegaría en 1974, en el torneo mundial celebrado en Antibes, Francia) a partir de la selección de cruces entre el canario rizado del sur y el canario scotch fancy.
A pesar de tener entre sus antepasados al canario rizado del sur, el plumaje del hosso es completamente liso y compacto, permitiendo todas las variaciones de color.
La postura para exhibición, como en el caso del canario rizado suizo, ha de mostrar una hemielipse (forma de medialuna). Curiosamente, la misma curvatura del cuerpo se reproduce en la posición en la que el ave mantiene las patas al posarse sobre la percha de exhibición; la falta de tal curvatura, o la presencia poco marcada de la misma, son razones para que un canario de esta raza sea excluido de una exposición o concurso.
El cuerpo del canario hosso japonés asemeja la forma de un ovoide alargado y delgado. Las alas, con un tamaño proporcional al del resto del pájaro, han de estar bien unidas al cuerpo, sin cruzarse por sobre la espalda. Del lomo del ave, nace un estilizado gañote que culmina en una pequeña cabeza, que culmina en un pico de dimensiones acordes a la misma. La cola es larga y ligeramente ahorquillada.
Los 11,5 cm estipulados como estándar de la raza lo convierte en un auténtico pigmeo dentro del universo de la canaricultura.

### Canario muniqués
El canario muniqués (el canario de posición alemán por excelencia) recibe su nombre por la ciudad bávara de Múnich, donde fue creado en el siglo XX. Su origen, al igual que muchas otras razas de posición, está en las labores realizadas por criadores en la selección de canarios scotch fancy.
Su posición de exhibición ha de ser bien erguida y apenas curvada (muy distinta, por ejemplo, de la curva corporal que presenta el canario hosso japonés).
El plumaje del canario muniqués es liso y bien pegado al cuerpo, permitiendo la coloración monocroma o manchado, sin permitir el lipocromo rojo.
El cuerpo se caracteriza por un pecho estrecho pero poderoso, y su espaldaes también delgada.
El tamaño, desde el pico a las plumas caudales (largas y finas), varía entre los 15 y 16 cm.

### Canario scotch fancy
El canario scotch fancy es una de las razas de canarios de posición surgidas en las islas británicas, más precisamente, en Escocia (como el scotch de su nombre lo denota), durante el siglo XIX. En su proceso de creación, los criadores realizaron cruces selectivos entre el canario Glasgow (una antigua raza de canario, hoy extinguida, originaria del territorio escocés y con el cuerpo en forma de hemielipse), el canario de Holanda y el canario bossu belga.
La forma de exhibición de esta variedad consiste en la típica forma de hemielipse o medialuna (que, como se ha dicho, hereda del canario Glasgow, y que, posteriormente, ha transmitido a otras razas a las cuales ha contribuido, con su carga genética, a dar origen). Las patas se presentan con una ligera flexión.
El cuerpo del scotch fancy es bien estilizado, elegante, de forma cilíndrica a ovoide. Sus hombros, que se observan redondeados y estrechos, no deben permitir la presencia de alguna oquedad entre ellos.
La espalda es arqueada en forma convexa y el pecho lo es en modo cóncavo. Las patas son más bien cortas, al igual que las alas. La cabeza, ovalada y de pequeñas dimensiones, presenta un pico corto y delicado, y se une al resto del cuerpo por el largo y delgado cuello. la cola, que continúa la línea curvada de la hemielipse corporal, es larga y estrecha.
La talla es de 17 cm aproximadamente.
Su plumaje puede presentar tonalidades uniformes o manchadas, pero nunca con el lipocromo rojo.

### Canario crestado
El canario crestado, canario crested o canario de moña inglés es una raza oriunda del Reino Unido, más precisamente de Inglaterra, originada a lo largo del siglo XIX, mediante la cruza y selección de especímenes de canarios Lancashire y canarios Norwich (a los cuales se asemeja notoriamente).
Es una de las típicas razas de moña (o copete), características por presentar en la cabeza un típico penacho de plumas que recuerdan al "flequillo" beatle. En el caso específico del canario crestado, la moña es perfectamente redondeada y simétrica al punto central de la parte superior de la cabeza, con plumas abundantes y anchas, que cubren ampliamente los ojos y parte del pico (corto, proporcionado y en forma cónica) y la nuca.
El plumaje no debe mostrar ninguna traza de rizo, y debe mostrarse abundante, tupido, sedoso y compacto. No se permite el color rojo, aunque si las manchas melánicas o con otros lipocromos.
El cuerpo del canario crestado es esbelto y relleno, sin llegar, en ningún momento, a ser redondeado. El pecho se observa amplio y potente. La espalda, por su parte, es manifiestamente ancha. El cuello del pájaro es muy corto, al punto que la nuca apenas es perceptible. El formato de la cabeza es esférico, aunque visiblemente achatada. La cola es de una longitud media, con abundantes plumas de gallo a ambos lados de la misma. Las patas son cortas y, en la postura de exposición, deben verse acodadas.
La talla es de 17 cm.

### Canario gloster
El canario gloster es una de las razas de canario más conocidas y mejor difundidas a lo largo del mundo (al punto tal que, antes de ser reconocida, la variedad era criada fuera de los límites de su país creador). Los orígenes de la misma pueden ser fechados, en Inglaterra, en la década principiada en 1920, gracias a los esfuerzos de canaricultores conocidos: la señora Rogerson, J. H. Madagan y A.W. Smith, alcanzando reconocimiento de raza en la Exposición Nacional celebrada en 1925, en el Cristal Palace. Básicamente, es el producto de cruzas controladas de canarios crestados y canarios border, con la finalidad de obtener canarios con moña (o corona) de reducidas dimensiones (por esta última característica es que una de las razas madre empleadas fue el canario border, conocido por su pequeña talla, en los ejemplares de principios del siglo XX). La génesis del canario gloster no estuvo exenta de polémica, puesto que muchos criadores de aves entendían que no se trataba de otra cosa más que de canarios crestados de pésimo aspecto o mutaciones que degeneraban a esa raza. Otros suelen observar al gloster como un canario Norwich pigmeo y moñudo. El particular nombre que tiene esta variante de canario procede de una contracción de Gloucester, condado británico en el que fueron obtenidos por vez primera.
El cuerpo del gloster se caracteriza por un pecho bien macizo (aunque sin ser prominente), con las alas bien pegadas al cuerpo, del que sale un cuello voluminoso y regordete. La cabeza es amplia y redondeada (casi esférica). La cola ha de presentarse bien cerrada, sin la típica horquilla presente en muchas otras variedades. Las piernas y las patas son de mediana longitud.
La talla es de las más pequeñas para canarios, oscilando entre los 11,5 y los 12 cm. Sin embargo, hay que destacar que la International Gloster Breeders Association no establece medidas tope (ni máximo, ni mínimo), aunque sí marca la tendencia hacia lo diminuto.

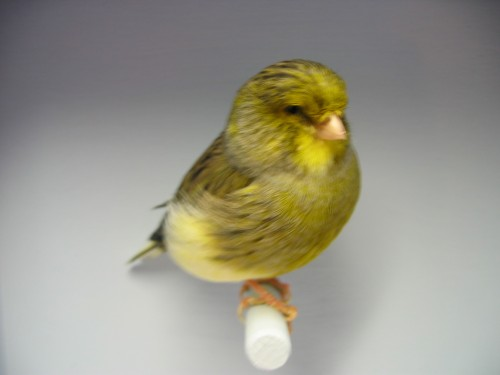
Canario gloster macho consorte.

El plumaje del pájaro ha de presentarse liso y apretado. La moña tiene que estar bien centrada y sin ningún tipo de interrupciones, dejando ver claramente la línea de los ojos (que, a su vez, deben estar alineados con el pico) y la nuca. Existen canarios gloster sin moña, que reciben el calificativo de gloster consorte.
La postura de presentacióm del canario gloster es la del canario Norwich, del que le han llegado sus genes a través del canario crestado (ver líneas atrás).

### Canario de Lancashire
Se supone que la creación de la raza canario Lancashire o canario de Lancashire se produjo a partir de la crianza selectiva de canarios old dutch, por canaricultores nativos del condado inglés de Lancashire, del que obtuvo su denominación, a lo largo del siglo XVIII.
Esta variedad de ave es un gigante entre los canarios, con un estándar de talle permitido de entre los 19 y 23 cm (comparémosle con los 11,5 del gloster: la mitad del tamaño del Lancashire). El gran tamaño de este pájaro fue razón por la que ha sido utilizado por los criadores para que otras razas alcanzaran mayor volumen (como, por ejemplo, el canario de Yorkshire).
El cuerpo es esbelto, presentando un arquetípico pecho poderoso y robusto. La espalda es maciza y redondeada. Las alas, largas, sin llegar a cruzarse.
La raza presenta ejemplares con moña (denominados por los canaricultores coppy) y sin ella (alisados). La moña, a diferencia de otras variedades de canarios de postura con penacho, tiene forma de herradura y no de casquete. La coloración típica es amarilla, aunque, también, se permiten los individuos pajizos, cremas y blancos, no admitiéndose los melánicos, moteados, naranjas y rojos. Algunas asociaciones de canaricultores toleran moñas de colores melánicos (grises, generalmente), aunque no es universalmente aceptado.
El canario Lancashire es la raza que cuenta con mayor popularidad dentro del archipiélago británico, desplazando a otras variedades (como el roller o el gloster) mundialmente más difundidas.

### Canario moñudo alemán
El canario moñudo alemán o canario de postura de moña alemana tiene su origen en, obviamente, Alemania por la cruza del canario gloster con canarios de color, siendo admitido como nueva raza a partir de 1963.
La forma del cuerpo de las aves de esta variedad son suaves y armónicas, presentando evidentes líneas curvas, como en el caso de los canarios de color. Siguiendo el razonamiento antedicho, el pecho ha de observarse redondeado y sin ángulos demasiado marcados. La espalda debe verse ancha, formando, claramente, una línea en coincidencia con las plumas caudales. 
La longitud promedio desde el pico (cónico y no demasiado afinado) a la cola (rematada en forma de "M") es de 14 cm.
El plumaje es liso y adherido al cuerpo. La moña que define a la raza cubre parte del pico y de la nuca, pero deja visible el ojo del animal. No existe límite alguno en cuanto a los colores de pluma del canario moñudo alemán.

### Canario bernois
El canario bernois o canario bernalés es una raza surgida en Suiza en el siglo XIX. La génesis de la variedad es por selección de canarios Yorkshire. En la actualidad, se encuentra muy difundido en Alemania, Bélgica, Holanda, Italia y Austria. En España, a pesar de no ser aún demasiado popular, ha ido registrando un notable crecimiento en la cantidad de canaricultores dedicados a él.
El cuerpo alargado muestra la típica forma de quilla. Presenta pecho amplio, espalda larga y hombros prominentes. Las alas son de buena longitud, aunque sin llegar a cruzarse por sobre el lomo del ave. El cuello es estilizado y visible, con la nuca marcada. La cabeza de esta variedad es, tal vez, lo más característico del canario bernois: corta y ancha, sensiblemente aplanada en la parte superior y con la frente bien abombada. Las patas, en comparación con el resto del cuerpo del pájaro, largas.
El plumaje, abundante y espeso, permite todas las variaciones cromáticas, a excepción del lipocromo rojo.
La posición de exhibición es erguida y altanera. Su talla estándar es de 15 cm.

### Canario border
Esta raza (también denominada canario border fancy) aparece en Escocia, en el transcurso del siglo XVIII, por selección del canario silvestre.
La forma del cuerpo del canario border es ovoide, con la parte gruesa hacia la cabeza del pájaro. En consonancia con esta forma aovada, tanto el pecho, como la espalda, se presentan redondeados y abombados. Los hombros son anchos, aunque no angulosos. La cabeza es bien redondeada, con las mejillas bien notorias (se lo suele llamar mofletudo).
La postura de exhibición es arrogante (jactanciosa se podría decir) y en un ángulo de 60° en relación con la percha de la jaula.
El plumaje, liso y sumamente adherido al cuerpo del canario, presenta coloraciones nítidas y brillantes, sin permitir el lipocromo rojo.
La talla es de 14,8 cm.

### Canario fife fancy
El canario fife fancy se observa, a primera vista, como un canario border en miniatura. Precisamente, esta raza surge por selección del border, en Escocia, en el siglo XX, alcanzando su reconocimiento como variedad en 1957, en el congreso de canaricultura celebrado en la ciudad escocesa de Kirkcaldy.
En cuanto a la forma, plumaje y coloración, se repiten las mismas consideraciones que para el canario border.
El tamaño no debe superar los 11 cm.

### Canario Llarguet
El canario Llarguet es de las más nuevas razas de canario creadas. Fue reconocida como tal el 1996. Surge en España, como resultado del cruzamiento selectivo de canarios de raza levantina, de raza sevillana y canarios comunes.
La forma del cuerpo de esta variedad de canario es estilizada, asemejándose a la de un cilindro ahusado en sus extremos. Tanto el pecho como la espalda se observan delgados y sin redondeces, aumentando la sensación de estar ante un ave flaca. Las alas, relacionándose con el resto de las proporciones del pájaro, se presentan muy largas y delgadas. La cola, extensa y fina, remata en forma de "M". El cuello, de mediana proporción, es, obviamente, delgado, sosteniendo una pequeña y ovalada cabeza, que sostiene un pico chico y cónico.
El plumaje es corto, compacto y liso. Se autorizan todas las coloraciones melánicas y lipocrómicas, uniformes o jaspeadas.
El tamaño debe superar los 17 cm.

### Canario Norwich
El canario Norwich o canario de Norwich es una raza de canarios que empezó su proceso de creación en tierras belgas, pero cuyo estándar definitivo fue fijado en el británico condado de Norwich.
El tamaño promedio indicado para las aves de esta raza es de 16 cm. Su apariencia es la de un pájaro que, pese a sus dimensiones, posee cierta robustez. La relativamente escasa longitud de su cuello no hace más que aumentar en el observador la sensación de encontrarse con un animal robusto, al exaltar el volumen de los hombros. Un efecto óptico similar lo brindan las cortas alas y la reducida cola.
El plumaje del canario Norwich es largo y bien adherido al cuerpo. Se autorizan las coloraciones amarilla, anaranjada, blanca e isabelina.
Dado que son pájaros poco prolíficos, se convierten en una raza cuyos ejemplares alcanzan altas cotizaciones en el mercado de las tiendas de mascotas. Es por ello que los canaricultores experimentados suelen no recomendar su crianza a los principiantes en la actividad, ya que se realiza una alta inversión inicial para obtener pocas crías, hecho que puede ser decepcionante para alguien que se inicia.

### Canario de raza española
El canario de raza española es un producto logrado por canaricultores hispanos a partir del cruce selectivo y controlado de ejemplares de canario timbrado español con canarios silvestres. La fecha de aceptación internacional de esta raza como tal es 1931.
Se trata de un canario de reducidas dimensiones (11,5 cm). El cuerpo de esta variedad se caracteriza por su delgadez y la absoluta ausencia de cualquier tipo de prominencias. La cabeza es relativamente pequeña y recuerda, tanto en tamaño como en morfología, a una avellana; se encuentra unida al resto del cuerpo por un cuello corto aunque esbelto. Las alas con una longitud acorde al largo del cuerpo terminan en punta.
El plumaje, corto y adherido al cuerpo, puede ser monocromo o manchado, pero en cualquier caso no debe manifestar el factor lipocrómico rojo.

### Canario lizard
La raza de canario lizard (del inglés lizard: lagarto) es una variedad surgida en las islas británicas en el transcurso del siglo XVI, por lo que estamos hablando de una de las razas de canario más arcaicas.
En la ornitología deportiva esta raza se encuadra dentro de los canarios de postura, y dentro de esta, como canarios de diseño. En este pájaro se evalúa más el diseño que adquiere el plumaje que la forma o tamaño del animal, si bien es cierto que, según los estándares aceptados por los canaricultores de todo el mundo, se trata de un ave de reducidas dimensiones, no superando los 12,5 cm.
El plumaje del canario lizard es muy característico. Las plumas de la espalda se presentan alineadas en forma de estrías hemielípticas denominadas rowings con una doble coloración (generalmente, se intercalan plumas amarillas, blancas o rojizas con otras que pueden ser negras, pardas o verdes, debiendo ser, preferentemente, negras), que se asemejan, en su disposición, a las escamas de un lagarto (de donde deriva el nombre de la raza). Las mismas estrías "escamosas" se manifiestan en la zona pectoral, siendo, sin embargo, las tonalidades mucho más atenuadas. La cabeza debe presentar un casquete monocromo, con el color lipocrómico base del pájaro (blanco, amarillo dorado, amarillo pajizo o rojizo). Si algún canario lizard presenta su casquete manchado (lo cual es frecuente, dado la alta concentración de pigmentos melánicos en el ave), se lo considera como parte del estándar, perdiendo, no obstante, algunos puntos en las exhibiciones y competencias de canaricultura. Una tercera variedad en cuanto al casquete es el "sin casquete", considerado el de mayor valor entre los criadores. El color de las alas debe ser lo más oscuro posible, sin desentonar con el diseño reptiliano del resto del plumaje.
Un dato interesante es que los canarios lizard rojizos no deben su coloración al lipocromo rojo (recordemos proveniente de la hibridación del canario con el cardenalillo de Venezuela), sino al suministro de pigmentos artificiales, habitualmente cantaxantina y betacorotenos,  brindado junto a la comida.
Actualmente están reconocidas por la COM (Confederación Ornitológica Mundial) las siguientes variedades de lizard: dorado (o doré), plata (o nevado), gris (o azul) y rojo. Estadísticamente se ha comprobado que el sexo hembra está vinculado con la variedad plata o nevado en torno a un setenta y cinco por ciento de los nacimientos y el sexo macho con la variedad de dorado en un porcentaje similar. 

### London fancy
El London fancy es un ave clasificada como canario de posición, que muchos no entienden porque tiene una postura normal y considera más adecuado que sea un canario de color. Su origen es desconocido y se cree que se utilizó el canario lizard para conseguir obtener el London fancy. Este canario se extinguió en la Segunda Guerra Mundial. Los canaricultores de hoy están tratando de revivir esta raza de pájaro canario. Decir que hay especímenes que son muy similares, pero la Confederación Mundial de Ornitología o COM aún no los ha considerado válidos. Con el tiempo los expertos considera que el London fancy dejara de considerarse extinto.

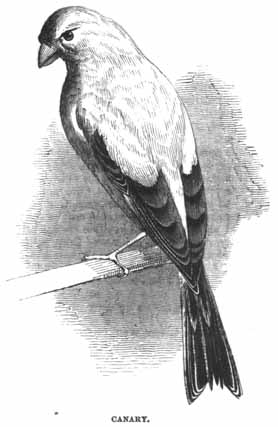